# Sâg
Sâg (in ungherese Felsőszék) è un comune della Romania di 3 462 abitanti, ubicato nel distretto di Sălaj, nella regione storica della Transilvania. 
Il comune è formato dall'unione di 5 villaggi: Fizeș, Mal, Sâg, Sârbi, Tusa.
L'esistenza di Sâg, il più antico degli abitati che compongono il comune, viene attestata per la prima volta in un documento del 1257 con il nome Terra Szék.